# Saint-Germain-sur-Eaulne
Saint-Germain-sur-Eaulne es una comuna francesa situada en el departamento de Sena Marítimo, en la región de Normandía.

## Demografía
| 224 | 225 | 221 | 219 | 240 | 235 | 219 |
| Para los censos de 1962 a 1999 la población legal corresponde a la población sin duplicidades (Fuente: INSEE [Consultar]) |     |     |     |     |     |     |